# Campanula griffinii
Campanula griffinii es una especie de plantas con flores de la familia de las campanuláceas. Es originaria de California, donde crece en la costa en el chaparral en suelos de serpentina. 

## Descripción
Es una hierba anual con un tallo delgado, erguido de hasta 20 centímetros de altura. Las hojas coriáceas son lineales, con dientes a lo largo de los bordes, y de menos de un centímetro de largo. El tallo y las hojas son a veces de color rojizo y pueden tener pelos tiesos. La flor es pequeña, cilíndrica y de color azul pálido a blanco y mide menos de 4 milímetros de largo. El fruto es una cápsula oblonga.

## Taxonomía
Campanula griffinii fue descrita por Morin y publicado en Madroño 27: 160. 1980.
Etimología
Campanula: nombre genérico diminutivo del término latíno campana, que significa "pequeña campana", aludiendo a la forma de las flores.
griffinii: epíteto otorgado en honor del botánico estadounidense James Richard Griffin (1931- ).
Sinonimia
- Campanula angustiflora var. exilis J.T.Howell[4][5]